# Conchopterella maculata
Conchopterella maculata is een insect uit de familie van de bruine gaasvliegen (Hemerobiidae), die tot de orde netvleugeligen (Neuroptera) behoort. 
Conchopterella maculata is voor het eerst wetenschappelijk beschreven door Handschin in 1955.